# Barbus hypsolepis
Barbus hypsolepis és una espècie de peix cipriniforme de la família dels ciprínids.

## Morfologia
Els mascles poden assolir els 3,3 cm de longitud total i els 3 g de pes.

## Distribució geogràfica
Es troba al riu Níger, incloent-hi el seu delta a Nigèria.